# Alligator Alcatraz

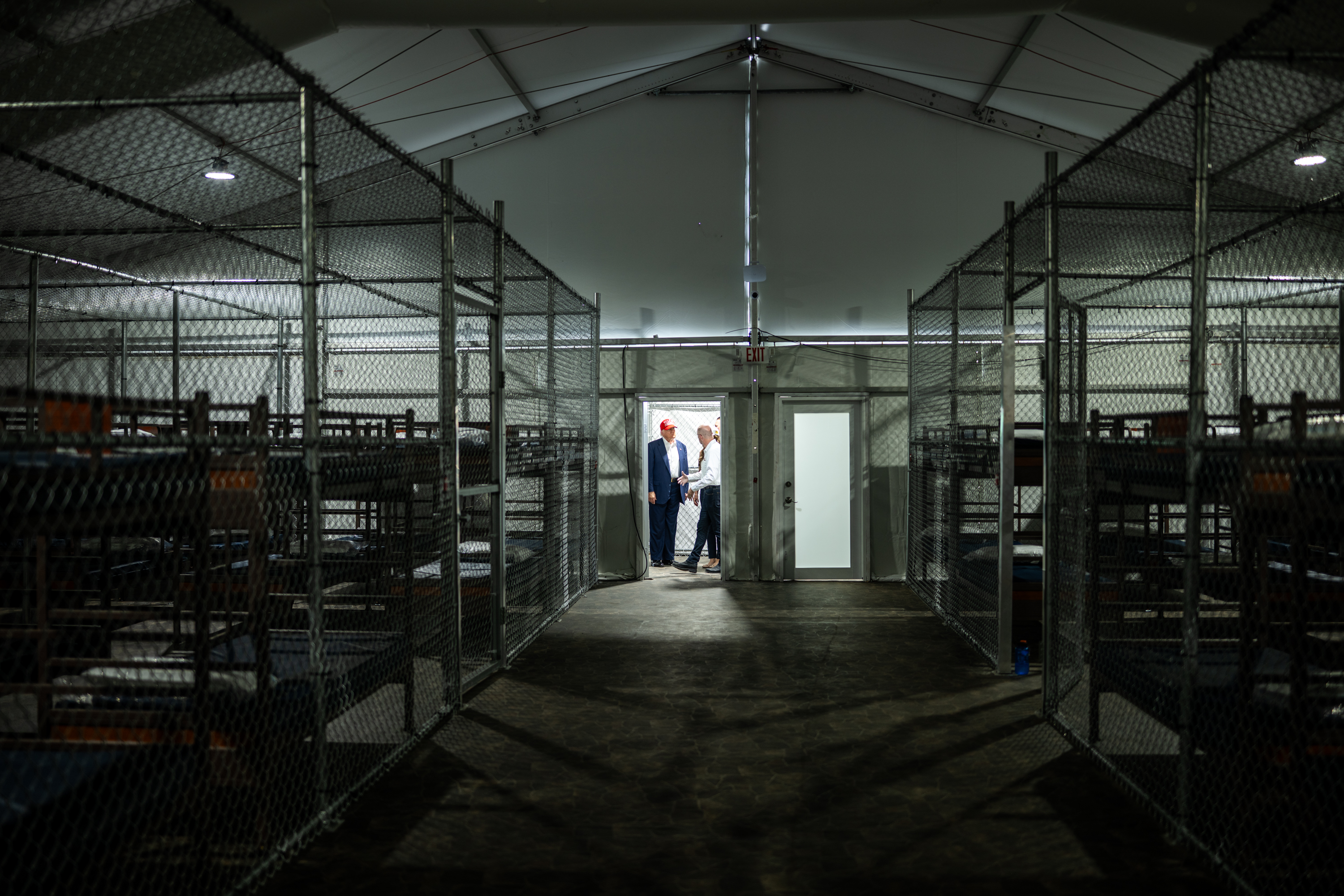
Donald Trump på besök i Alligator Alcatraz den 1 juli 2025

Alligator Alcatraz är en anläggning för immigrationsförvar som uppförts vid Dade-Collier Training and Transition Airport i Big Cypress National Preserve i Ochopee, Florida, USA. Anläggningen tillkännagavs i juni 2025 av Floridas justitieminister, James Uthmeier, och förespråkades av Floridas guvernör, Ron DeSantis, och ligger i Everglades väster om Miami, omgiven av "Vatten som är fullt av alligatorer och pytonormar".
Namnet anspelar på både den lokala amerikanska alligatorpopulationen och det tidigare maximalsäkerhetsfängelset Alcatraz Federal Penitentiary i San Francisco Bay, Kalifornien.